# حمبل
حمبل روستایی است در دهستان فشارود از توابع بخش مرکزی شهرستان بیرجند، واقع در استان خراسان جنوبی که بر پایه سرشماری عمومی نفوس و مسکن در سال ۱۳۹۵ جمعیت این آبادی ۱۰۶ نفر (در ۴۱ خانوار) بوده‌است.